# Berthold Frank Hoselitz
Berthold Frank Hoselitz (geboren 27. Mai 1913 in Wien, Österreich-Ungarn; gestorben 14. Februar 1995 in Chicago) war ein US-amerikanischer Wirtschafts- und Sozialwissenschaftler österreichischer Herkunft.

## Wissenschaftliche Karriere
Hoselitz wurde 1936 in Wien promoviert, emigrierte 1938 nach dem Anschluss Österreichs in die USA und wurde Professor an der University of Chicago.
1952 gründete er die wissenschaftliche Fachzeitschrift Economic Development and Cultural Change.